# UCI America Tour 2020
Navigation
Édition précédente Édition suivante
L'UCI America Tour 2020 est la 16e édition de l'UCI America Tour, l'un des cinq circuits continentaux de cyclisme de l'Union cycliste internationale. Il est composé de 6 compétitions organisées du 23 octobre 2019 au 1er novembre 2020 en Amérique.

## Équipes
Les équipes qui peuvent participer aux différentes courses dépendent de la catégorie de l'épreuve. Par exemple, les UCI WorldTeams ne peuvent participer qu'aux courses .1 et .2 et leur nombre par épreuves est limité.
| Catégorie               | Catégorie                  | Équipes                                                                                 |
| ----------------------- | -------------------------- | --------------------------------------------------------------------------------------- |
| .1                      | 1.1 (Course d'un jour)     | * UCI WorldTeam (max 50 %) * UCI ProTeam * Équipe continentale * Sélection nationale    |
| .1                      | 2.1 (Course par étapes)    | * UCI WorldTeam (max 50 %) * UCI ProTeam * Équipe continentale * Sélection nationale    |
| .2                      | 1.2 (Course d'un jour)     | * UCI ProTeam * Équipe continentale * Sélection nationale * Équipe régionale et de club |
| .2                      | 2.2 (Course par étapes)    | * UCI ProTeam * Équipe continentale * Sélection nationale * Équipe régionale et de club |
| .Ncup (moins de 23 ans) | 1.Ncup (Course d'un jour)  | * Sélection nationale * Sélection mixte * Équipe régionale et de club (max 16%)         |
| .Ncup (moins de 23 ans) | 2.Ncup (Course par étapes) | * Sélection nationale * Sélection mixte * Équipe régionale et de club (max 16%)         |

## Calendrier des épreuves

### Octobre 2019
| Date | Course            | Pays      | Classe | Vainqueur    | Équipe      |
| ---- | ----------------- | --------- | ------ | ------------ | ----------- |
| 23-1 | Tour du Guatemala | Guatemala | 2.2    | Manuel Rodas | Decorabaños |

### Décembre 2019
| Date  | Course             | Pays       | Classe | Vainqueur      | Équipe                           |
| ----- | ------------------ | ---------- | ------ | -------------- | -------------------------------- |
| 16-25 | Tour du Costa Rica | Costa Rica | 2.2    | Daniel Bonilla | Scotia Bank-Nestlé-Metrica-Giant |

### Janvier
| Date  | Course          | Pays      | Classe | Vainqueur     | Équipe            |
| ----- | --------------- | --------- | ------ | ------------- | ----------------- |
| 12-19 | Tour du Táchira | Venezuela | 2.2    | Roniel Campos | Deportivo Táchira |

### Février
| Date  | Course            | Pays     | Classe | Vainqueur      | Équipe         |
| ----- | ----------------- | -------- | ------ | -------------- | -------------- |
| 11-16 | Tour Colombia 2.1 | Colombie | 2.1    | Sergio Higuita | EF Pro Cycling |

### Mars
| Date | Course                     | Pays  | Classe | Vainqueur           | Équipe   |
| ---- | -------------------------- | ----- | ------ | ------------------- | -------- |
| 15   | Grand Prix de la Patagonie | Chili | 1.2    | José Tito Hernández | Medellín |

### Octobre
| Date | Course            | Pays      | Classe | Vainqueur         | Équipe                         |
| ---- | ----------------- | --------- | ------ | ----------------- | ------------------------------ |
| 23-1 | Tour du Guatemala | Guatemala | 2.2    | Mardoqueo Vásquez | Hino-One-La Red-Tigo-Eurobikes |

## Classements
- Note: classements définitifs au 10 novembre[2],[3]

| #  | Coureur                | Équipe                      | Pts.   |
| -- | ---------------------- | --------------------------- | ------ |
| 1  | Richard Carapaz        | Ineos Grenadiers            | 1406,5 |
| 2  | Daniel Martínez        | EF Pro Cycling              | 981,33 |
| 3  | Miguel Ángel López     | Astana                      | 925    |
| 4  | Michael Woods          | EF Pro Cycling              | 920    |
| 5  | Nairo Quintana         | Arkéa-Samsic                | 865    |
| 6  | Sergio Higuita         | EF Pro Cycling              | 602,33 |
| 7  | Egan Bernal            | Ineos Grenadiers            | 425,5  |
| 8  | Rigoberto Urán         | EF Pro Cycling              | 352,33 |
| 9  | Sepp Kuss              | Jumbo-Visma                 | 351    |
| 10 | Fernando Gaviria       | UAE Team Emirates           | 349    |
| 11 | Jhonatan Narváez       | Ineos Grenadiers            | 333,33 |
| 12 | Esteban Chaves         | Mitchelton-Scott            | 327    |
| 13 | Brandon McNulty*       | UAE Team Emirates           | 294    |
| 14 | Quinn Simmons*         | Trek-Segafredo              | 260    |
| 15 | Miguel Flórez          | Androni Giocattoli-Sidermec | 190    |
| 16 | Jonathan Caicedo       | EF Pro Cycling              | 184,33 |
| 17 | Carlos Julián Quintero | Terengganu Inc-TSG          | 166    |
| 18 | Sergio Henao           | UAE Team Emirates           | 158    |
| 19 | Joey Rosskopf          | CCC Team                    | 154    |
| 20 | Neilson Powless        | EF Pro Cycling              | 146    |

| #  | Équipe                                   | Pts. |
| -- | ---------------------------------------- | ---- |
| 1  | Medellín                                 | 277  |
| 2  | Rally Cycling                            | 257  |
| 3  | Canel's Pro Cycling                      | 173  |
| 4  | Hagens Berman Axeon                      | 144  |
| 5  | Elevate-Webiplex Pro Cycling             | 135  |
| 6  | Colombia Tierra de Atletas-GW Bicicletas | 113  |
| 7  | Novo Nordisk                             | 95   |
| 8  | Best PC Ecuador                          | 89   |
| 9  | Gios Kiwi Atlántico                      | 86   |
| 10 | EPM-Scott                                | 60   |

| #  | Pays       | Pts.    |
| -- | ---------- | ------- |
| 1  | Colombie   | 4827,49 |
| 2  | Équateur   | 2155,16 |
| 3  | États-Unis | 1534,71 |
| 4  | Canada     | 1190    |
| 5  | Panama     | 362     |
| 6  | Mexique    | 249     |
| 7  | Venezuela  | 174     |
| 8  | Guatemala  | 164     |
| 9  | Costa Rica | 161     |
| 10 | Argentine  | 138     |

| #  | Pays                            | Pts. |
| -- | ------------------------------- | ---- |
| 1  | États-Unis                      | 653  |
| 2  | Panama                          | 183  |
| 3  | Colombie                        | 124  |
| 4  | Costa Rica                      | 78   |
| 5  | Mexique                         | 60   |
| 6  | Bermudes                        | 50   |
| 7  | Équateur                        | 44   |
| 8  | Guatemala                       | 25   |
| 9  | Canada                          | 13   |
| 10 | Saint-Vincent-et-les-Grenadines | 10   |